# Lonay
Lonay ist eine politische Gemeinde im Distrikt Morges des Kantons Waadt in der Schweiz.

## Geographie

Luftbild (1959)

Lonay liegt auf 416 m ü. M., 2,5 km nordöstlich der Bezirkshauptstadt Morges (Luftlinie). Das Dorf erstreckt sich an einem nach Süden geneigten Hang, über der Talniederung des Baches Le Bief, an aussichtsreicher Lage rund 50 m über dem Seespiegel des Genfersees.
Die Fläche des 3,7 km² grossen Gemeindegebiets umfasst einen Abschnitt des Waadtländer Mittellandes nördlich des Genfersees. Der Gemeindeboden reicht vom Unterlauf des Bief in einer breiten von den Hauptverkehrssträngen durchzogenen Talsenke nordwärts über den Hang von Lonay bis auf eine offene Mulde im Quellgebiet des Bief. Diese Mulde ist im Osten vom Plateau von Echichens, im Westen vom Hügel Crêt Blanc flankiert, auf dem mit 475 m ü. M. der höchste Punkt von Lonay erreicht wird. Von der Gemeindefläche entfielen 1997 31 % auf Siedlungen, 7 % auf Wald und Gehölze, 61 % auf Landwirtschaft und etwas weniger als 1 % war unproduktives Land.
Zu Lonay gehören der Weiler Roman (436 m ü. M.) am Hang westlich des Dorfes sowie mehrere Gewerbe- und Industriequartiere in der Talsenke des Bief. Nachbargemeinden von Lonay sind Morges, Echichens, Bremblens, Echandens, Denges und Préverenges.

## Bevölkerung
Mit 2687 Einwohnern (Stand 31. Dezember 2023) gehört Lonay zu den mittelgrossen Gemeinden des Kantons Waadt. Von den Bewohnern sind 84,7 % französischsprachig, 5,8 % deutschsprachig und 3,1 % italienischsprachig (Stand 2000). Die Bevölkerungszahl von Lonay belief sich 1850 auf 439 Einwohner, 1900 auf 462 Einwohner. Seit 1950 (534 Einwohner) wurde eine rasante Bevölkerungszunahme mit einer Vervierfachung der Einwohnerzahl innerhalb von 50 Jahren verzeichnet.

## Wirtschaft
Lonay war bis in Mitte des 20. Jahrhunderts ein vorwiegend durch die Landwirtschaft geprägtes Dorf. Noch heute haben der Ackerbau und der Weinbau an den Hängen um Lonay eine gewisse Bedeutung in der Erwerbsstruktur der Bevölkerung.
Der erste handwerkliche Betrieb auf dem Gemeindegebiet war eine 1437 gegründete Ziegelei, die 1880 mechanisiert wurde und bis zur Betriebseinstellung 1913 zu den wichtigsten der Westschweiz zählte. Seit den 1970er Jahren wurden in der Talebene unterhalb von Lonay entlang der Hauptverkehrsachsen mehrere Industrie- und Gewerbezonen geschaffen, welche zahlreiche Arbeitsplätze anbieten. Darunter sind Betriebe der Elektronik, des Maschinenbaus, der Kunststoff- und der Nahrungsmittelindustrie vertreten. In den letzten Jahrzehnten hat sich das Dorf dank seiner attraktiven Lage zu einer Wohngemeinde entwickelt. Viele Erwerbstätige sind deshalb Wegpendler, die vor allem in Lausanne und in Morges arbeiten.

## Verkehr
Die Gemeinde ist verkehrstechnisch gut erschlossen. Sie ist von Morges leicht erreichbar. Durch das südliche Gemeindegebiet verläuft die 1964 eröffnete A1 (Genf-Lausanne). Die nächsten Anschlüsse befinden sich in Morges und in Crissier.
Am 1. Juli 1855 wurde der Abschnitt Renens–Morges der Bahnstrecke Lausanne–Genf mit dem Bahnhof Lonay-Préverenges eingeweiht. Von 1969 bis 1971 wurde der grosse Rangierbahnhof Lausanne der SBB angelegt, der mit einer Gleislänge von 60 km rund 15 ha des Gemeindegebietes von Lonay einnimmt; der östliche Teil liegt auf dem Gebiet von Denges.

## Geschichte
Funde von römischen und frühmittelalterlichen Gräbern weisen auf eine frühe Besiedlung des Gemeindegebietes hin. Die erste urkundliche Erwähnung des Ortes erfolgte 1177 unter dem heutigen Namen Lonay. 1213 erschien die Bezeichnung Losnai. Der Ortsname geht auf den lateinischen Personennamen Lonius zurück.
In Lonay hatten das Lausanner Domkapitel und die Abtei Lac de Joux (L’Abbaye) reichen Grundbesitz. Lonay war in zahlreiche Lehen aufgesplittert. Mit der Eroberung der Waadt durch Bern im Jahr 1536 kam das Dorf unter die Verwaltung der Vogtei Morges. Nach dem Zusammenbruch des Ancien Régime gehörte Lonay von 1798 bis 1803 während der Helvetik zum Kanton Léman, der anschliessend mit der Inkraftsetzung der Mediationsverfassung im Kanton Waadt aufging. 1798 wurde es dem Bezirk Morges zugeteilt.

## Sehenswürdigkeiten
Die Pfarrkirche Saint-Germain wurde 1740–1741 an der Stelle eines mittelalterlichen Vorgängerbaus neu errichtet unter Einbezug des frühgotischen Chors. Das Pfarrhaus befindet sich seit dem 18. Jahrhundert in einem ehemaligen Winzerhaus der Abtei Lac de Joux. Im alten Ortskern von Lonay sind einige charakteristische Acker- und Weinbauernhäuser aus dem 17. bis 19. Jahrhundert erhalten.
In Roman steht die Kapelle Saint-Maurice aus dem 14. Jahrhundert. Das Herrenhaus in Roman-Dessous stammt aus dem 17. und 18. Jahrhundert. Das spätmittelalterliche Haus La Réale in Roman-Dessus zeigt ein grosses Dach im Berner Stil.